# Шафа

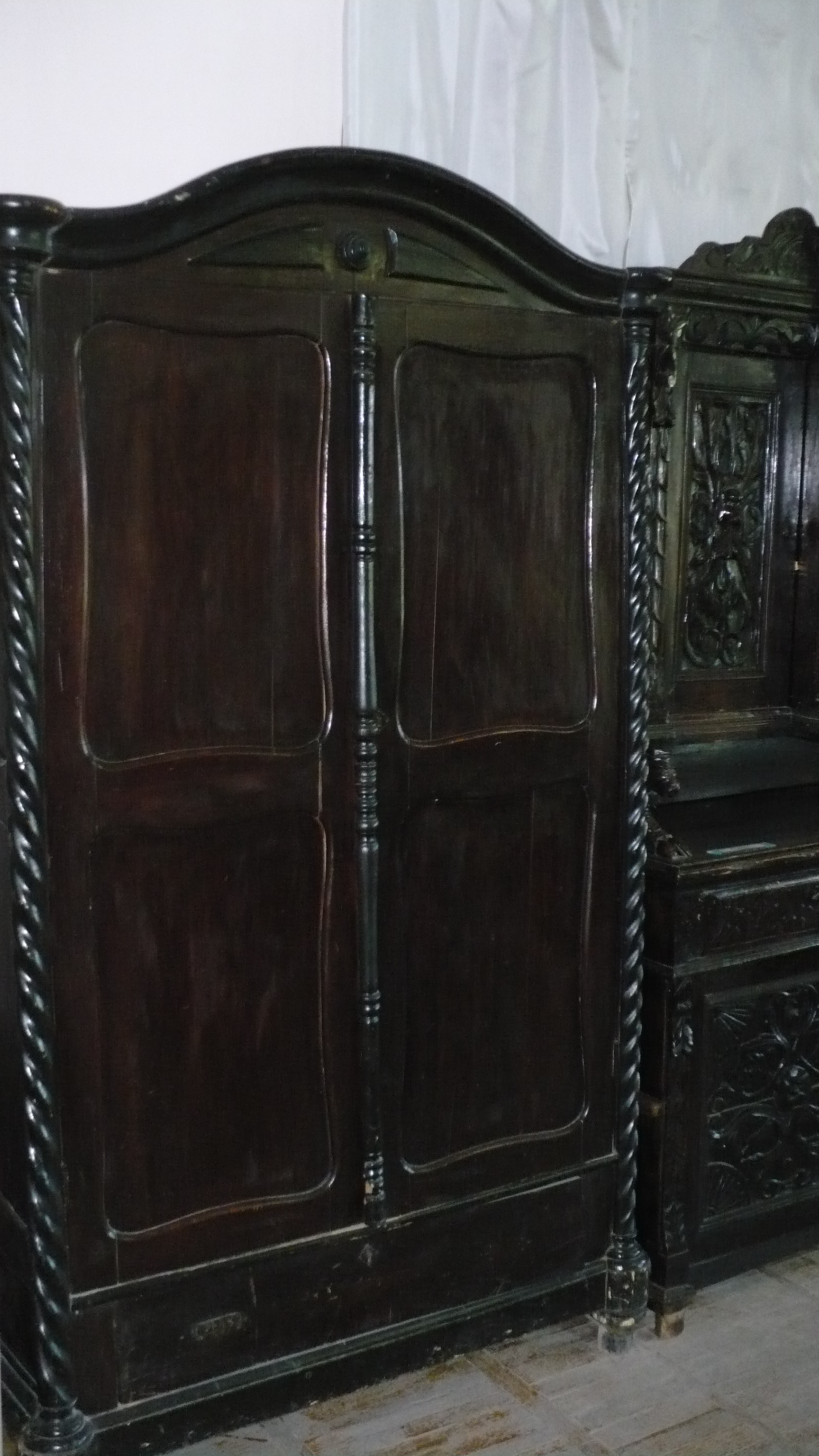
Шафа як ескспонат Миргородського краєзнавчого музею

Ша́фа (також шахва) — вид меблів, призначений для зберігання речей. Має вигляд паралелепіпеда, спереду розміщені двері, а всередині — полички. Перші шафи з'явилися в середньовіччі. Вони дуже відрізнялися від сучасних, і крім одягу в них зберігали безліч інших речей. Шафу можна вважати результатом еволюції скрині. Відтоді як винайшли шафу, вона швидко поширилася завдяки своїй зручності, адже речі в ній, на відміну від скрині, можна розміщувати по поличках. Тоді ці речі легше і дістати, і знайти. Шафи розрізняють за призначенням і типом. Є кілька типів шаф: звичайні, багатодверні, відкриті (без дверей), шафи-купе, також бувають шафи з антресолями. Окремим видом можна вважати тумбочку — зменшений різновид шафи, переважно однодверний, висотою до 1,3 метра.

## Походження слова
Українське слово шафа (обласне — «скахва») походить від пол. szafa < сер.-в.-нім. Schaf («діжка», «шафа») < schaffen («творити», «формувати»). Від дієслова schaffen також походить слово Schaffer («боярин на весіллі», «дружко», «шафер»). Зміна граматичного роду з чоловічого на жіночий відбулася ще у польській мові під впливом слів almaria («шафа») та skrzynia («скриня»).

## Типи
- Буфет — шафа для посуду та продуктів.
- Книжкова шафа — шафа для зберігання книжок.
- Ми́сник — шафа (полиця) для посуду і продуктів[4].
- Одежна шафа (гардероб, шифоньєр) — шафа для зберігання одягу.
- Сервант — шафа для зберігання продуктів харчування, посуду, текстильних виробів та спиртних напоїв.
- Су́дник — шафа (полиця) для зберігання посуду, а також продуктів, напоїв[5].
- Шафа-купе — шафа з розсувними дверцятами, аналогічними дверям у залізничних купе.
- Шафка — маленька шафа-столик.

## Призначення шафи
Ймовірно, що спершу шафи використовувались тільки для зберігання одягу. Проте зрозумівши вигоду цього предмета, його стали використовувати для зберігання книг, посуду, одягу (гардероб), грошей (сейф) та інших речей.
Кілька шаф, що утворюють ансамбль, називають «стінкою». Стінка зазвичай містить в комплекті шафи різних призначень, які комбінуються з антресолями та тумбочками. Стінки мають естетичний вигляд, надають кімнаті затишку та стилю.

## У культурі
- У казці К. С. Льюїса «Лев, Біла Відьма та шафа» четверо дітей потрапляють до паралельного світу через платтяну шафу.
- «Скелет у шафі» (англ. Skeleton in the closet, Skeleton in the cupboard) — англійський ідіоматичний вислів, який означає певний приховуваний факт біографії (особистий, родинний, гуртовий).

## Інше
- Вогнетривка шафа — те саме, що й сейф
- Холодильна шафа — те саме, що й холодильник
- Морозильна шафа — те саме, що й морозильник
- Духова шафа — те саме, що й духовка

## Цікавинки
- У минулому в Західній Європі багато будинків споруджено із спеціальним виступом під дахом. Через цей виступ, що слугував блоком, перекидали шнур, прив'язаний до шафи, й крізь вікно втягували її в оселю.
- Першу у світі шафову стінку створив француз Поль Кадовіз. Після цього вони блискавично поширились по цілому світі.[6]
- Перші шафи будувалися за архітектурними правилами і мали дах, карниз, колони та інші елементи, притаманні будинкам[6].